# Dyscia postdelineata
Dyscia postdelineata là một loài bướm đêm trong họ Geometridae.